# Моррісдейл (Пенсільванія)
Моррісдейл (англ. Morrisdale) — переписна місцевість (CDP) в США, в окрузі Клірфілд штату Пенсільванія. Населення — 684 особи (2020).

## Географія
Моррісдейл розташований за координатами 40°56′56″ пн. ш. 78°13′42″ зх. д. / 40.94889° пн. ш. 78.22833° зх. д. (40.948891, -78.228307).  За даними Бюро перепису населення США в 2010 році переписна місцевість мала площу 4,37 км², з яких 4,36 км² — суходіл та 0,01 км² — водойми.

## Демографія
Згідно з переписом 2010 року, у переписній місцевості мешкали 754 особи в 312 домогосподарствах у складі 211 родини. Густота населення становила 172 особи/км².  Було 342 помешкання (78/км²).
Расовий склад населення:
| - 97,3 % — білих - 1,1 % — корінних американців - 0,7 % — чорних або афроамериканців |

До двох чи більше рас належало 0,9 %. Частка іспаномовних становила 0,4 % від усіх жителів.
За віковим діапазоном населення розподілялося таким чином: 24,4 % — особи молодші 18 років, 62,9 % — особи у віці 18—64 років, 12,7 % — особи у віці 65 років та старші. Медіана віку мешканця становила 39,0 року. На 100 осіб жіночої статі у переписній місцевості припадало 92,3 чоловіків;  на 100 жінок у віці від 18 років та старших — 91,3 чоловіків також старших 18 років.
Середній дохід на одне домашнє господарство  становив 46 815 доларів США (медіана — 49 423), а середній дохід на одну сім'ю — 54 645 доларів (медіана — 57 308). Медіана доходів становила 48 846 доларів для чоловіків та 25 417 доларів для жінок. За межею бідності перебувало 9,3 % осіб, у тому числі 15,2 % дітей у віці до 18 років та 11,7 % осіб у віці 65 років та старших.
Цивільне працевлаштоване населення становило 385 осіб. Основні галузі зайнятості: освіта, охорона здоров'я та соціальна допомога — 29,1 %, транспорт — 18,2 %, оптова торгівля — 15,8 %.